# Takanami (lớp tàu khu trục)
| Tàu khu trục lớp Takanami         | Tàu khu trục lớp Takanami                                             | Tàu khu trục lớp Takanami                              |
| --------------------------------- | --------------------------------------------------------------------- | ------------------------------------------------------ |
| JS Takanami (DD-110)              |                                                                       |                                                        |
| Khái quát về lớp tàu              |                                                                       |                                                        |
| Kiểu                              | Tàu khu trục                                                          | Tàu khu trục                                           |
| Bên sử dụng                       | Hải quân Nhật Bản                                                     | Hải quân Nhật Bản                                      |
| Bên chế tạo                       | Ishikawajima Harima Heavy Industries                                  | Ishikawajima Harima Heavy Industries                   |
| Bên chế tạo                       | Mitsubishi Heavy Industries                                           |                                                        |
| Thời gian đóng                    | 2000 - 2006                                                           | 2000 - 2006                                            |
| Thời gian hoạt động               | 2003 - nay                                                            | 2003 - nay                                             |
| Lớp trước                         | DD：Tàu khu trục lớp Murasame                                         | DD：Tàu khu trục lớp Murasame                          |
| Lớp sau                           | DD: Tàu khu trục lớp Akizuki                                          | DD: Tàu khu trục lớp Akizuki                           |
| Đặc điểm khái quát                |                                                                       |                                                        |
| Trọng tải choán nước              | Tiêu chuẩn 4,650 tấn                                                  | Tiêu chuẩn 4,650 tấn                                   |
| Trọng tải choán nước              | Đầy tải 6,300 tấn                                                     |                                                        |
| Độ dài                            | 151m                                                                  | 151m                                                   |
| Sườn ngang                        | 17.4m                                                                 | 17.4m                                                  |
| Mớn nước                          | 5.3m                                                                  | 5.3m                                                   |
| Hệ thống động lực                 | Hệ thống COGAG                                                        | Hệ thống COGAG                                         |
| Hệ thống động lực                 | Động cơ tuabin khí Ishikawajima Harima LM2500                         | 2                                                      |
| Hệ thống động lực                 | Động cơ tuabin khí Kawashaki Spey SM1C                                | 2                                                      |
| Hệ thống động lực                 | Máy phát điện diesel                                                  | 1                                                      |
| Hệ thống động lực                 | Máy phát điện tuabin khí Kawasaki M1A-25                              | 3                                                      |
| Tốc độ                            | 30 hải lý/h (56 km/h)                                                 | 30 hải lý/h (56 km/h)                                  |
| Phạm vi hoạt động                 | 4,500 hải lý                                                          | 4,500 hải lý                                           |
| Thủy thủ đoàn                     | 165                                                                   | 165                                                    |
| Vũ trang                          | Pháo hạm 127 mm TanSo-ho                                              | 1                                                      |
| Vũ trang                          | Hệ thống Mk-15 Vulcan Phalanx CIWS                                    | 2                                                      |
| Vũ trang                          | RIM-162 ESSM (32 ống phóng)                                           | 1                                                      |
| Vũ trang                          | SSM-1B Type 90 (4 ống phóng)                                          | 2                                                      |
| Vũ trang                          | RUM-139 VL ASROC (32 ống phóng)                                       | 1                                                      |
| Vũ trang                          | Dàn phóng ngư lôi 3 ống phóng Type 68                                 | 2                                                      |
| Trực thăng săn ngầm               | SH-60J Sea Hawk                                                       | 1                                                      |
| Hệ thống điều khiển hỏa lực (FCS) | FCS-2-31B                                                             | 1                                                      |
| C4I                               | Hệ thống định hướng chiến đấu OYQ-9C/D/E CDS                          | Hệ thống định hướng chiến đấu OYQ-9C/D/E CDS           |
| C4I                               | Hệ thống thông tin vệ tinh Superbird B2                               |                                                        |
| C4I                               | Hệ thống kiểm soát tác chiến chống ngầm OYQ-103 ASWCS                 |                                                        |
| Cảm biến/radar                    | Radar quét mạng pha điện tử chủ động AESA OPS-24B                     | 1                                                      |
| Cảm biến/radar                    | Radar định vị nhận dạng và theo dõi mục tiêu mặt nước OPS-28D         | 1                                                      |
| Cảm biến/radar                    | Radar chuyển hướng, dẫn đường OPS-20                                  | 1                                                      |
| Sonar                             | Sonar kết hợp chủ/bị động phát hiện và xác định vị trí tàu ngầm OQS-5 | 1                                                      |
| Sonar                             | Sonar kiểu mảng kéo OQR-2                                             | 1                                                      |
| Hệ thống tác chiến điện tử        | Hệ thống chiến tranh điện tử tích hợp ESM/ECM NOLQ-3-2                | Hệ thống chiến tranh điện tử tích hợp ESM/ECM NOLQ-3-2 |
| Hệ thống tác chiến điện tử        | Hệ thống nhử mồi ngư lôi kiểu mảng kéo AN/SLQ-25 Nixie                |                                                        |
| Hệ thống tác chiến điện tử        | Thiết bị phóng mồi bẫy Mk.137                                         | 4                                                      |

Tàu khu trục lớp Takanami (tiếng Nhật: たかなみ型護衛艦, Takanami-gata goeikan) là một lớp tàu khu trục (DD) thuộc biên chế của Lực lượng Phòng vệ trên biển Nhật Bản (JMSDF). Đây là lớp tàu khu trục thế hệ thứ hai mang tên Takanami được phát triển bởi công nghiệp quốc phòng Nhật Bản kể từ sau Chiến tranh thế giới thứ 2. Chương trình đóng mới tàu khu trục lớp Takanami được thực hiện bởi Nhà máy đóng tàu Uraga, Nhà máy đóng tàu Yokosuka (cả hai nhà máy đều trực thuộc Ishikawajima Harima Heavy Industries) và Nhà máy đóng tàu Nagasaki thuộc Mitsubishi Heavy Industries.

## Thiết kế
Ban đầu, Nhật dự định đóng tổng cộng 14 tàu khu trục thuộc lớp Murasame, nhưng trong quá trình đóng, phát hiện ra là thiết kế của tàu có khả năng để tiếp tục phát triển. Kết quả là 5 tàu cuối cùng đã được cải tiến và được đổi tên thành tàu khu trục lớp Takanami. Tàu có thiết kế thủy động lực học tương tự như tàu khu trục chống ngầm lớp Murasame với một số cải tiến ở cột buồm, hệ thống điện tử và vũ khí. Lượng giãn nước của tàu cũng vì thế mà tăng thêm khoảng 200 tấn so với trước. Tàu khu trục lớp Takanami được đưa vào hoạt động trong JMSDF từ năm 2004, có tất cả năm tàu đã được đóng trong giai đoạn 2000-2006. Các tàu khu trục lớp Takanami đều được đặt theo tên các tàu khu trục của Hải quân Đế quốc Nhật Bản từng tham chiến trong Chiến tranh thế giới thứ 2.
Tàu có chiều dài 151 mét, rộng 17,4 mét, cao 10,9 mét, mớn nước 5,3 mét, lượng giãn nước tiêu chuẩn 4.650 tấn, đầy tải 6.300 tấn. Nhiệm vụ chính của tàu khu trục lớp Takanami là phòng không, săn ngầm và chống tàu chiến mặt nước của đối phương. Thủy thủ đoàn của tàu có khoảng 175 quân nhân.

## Hệ thống điện tử

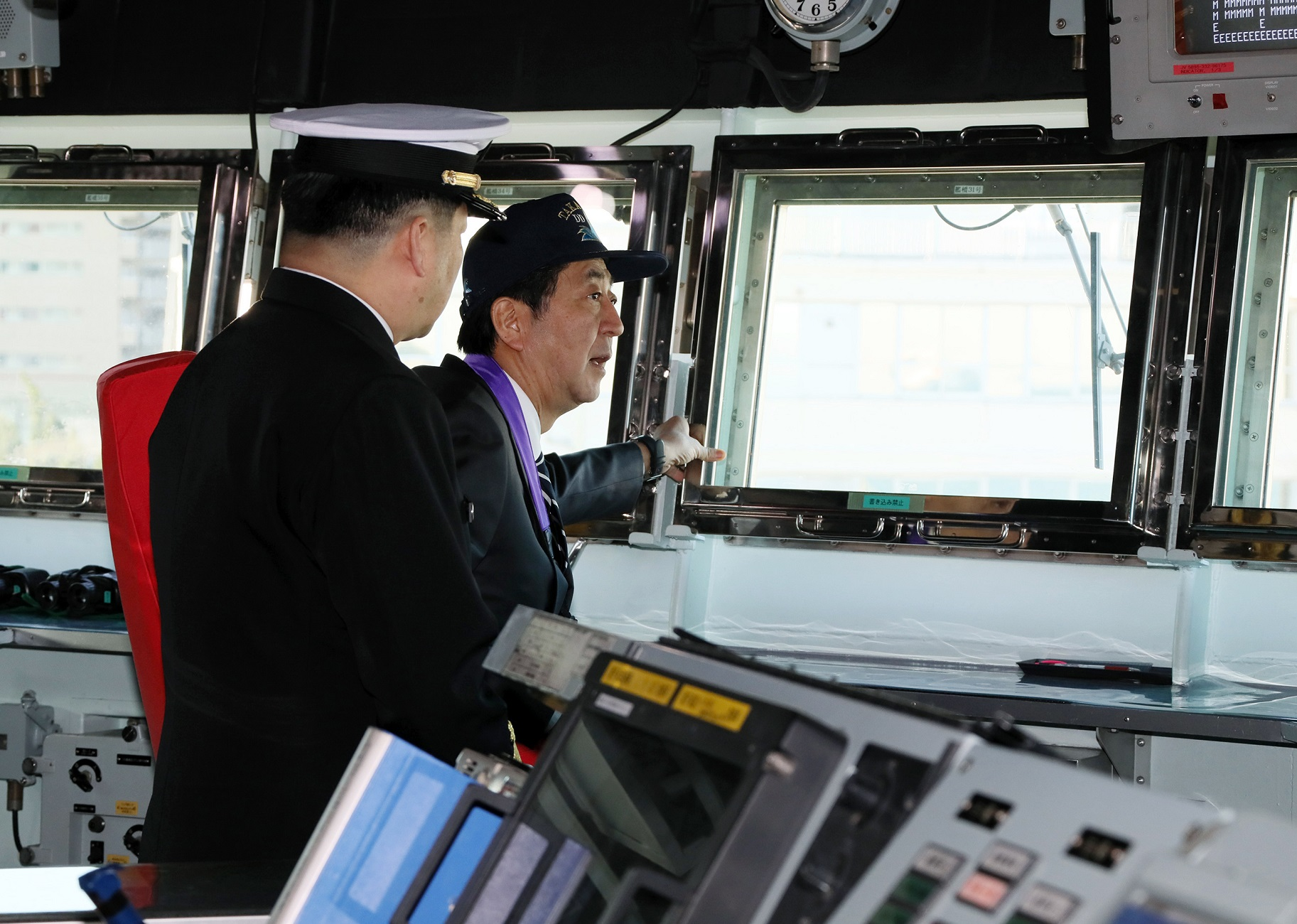
Thủ tướng Shinzo Abe tham quan phòng điều khiển của JS Takanami (DD-110), Yokosuka, ngày 2 tháng 2 năm 2020.

Tàu khu trục lớp Takanami được trang bị hệ thống thông tin hệ thống Chỉ huy, kiểm soát, thông tin, máy tính và tình báo (Command, Control, Computer, Communication & Intelligence - C4I) do Nhật chế tạo dựa trên cơ sở các phân hệ của hệ thống Aegis của Mỹ. C4I bao gồm hệ thống định hướng chiến đấu OYQ-9 và hệ thống kiểm soát tác chiến chống ngầm OYQ-103 ASWCS.
Ba tàu đầu tiên của lớp được trang bị OYQ-9C. OYQ-9C có cấu hình gần như tương đương với loại OYQ-9B của lớp tàu Murasame, bao gồm hệ thống máy tính điều khiển AN/UYK-43 và máy trạm AN/UYQ-21 (OJ-663). JS Sazanami được lắp đặt loại OYQ-9D, máy trạm được cập nhật lên AN/UYQ-70. OYQ-9C/D đều hoạt động trên Link liên kết 11 thông thường, riêng hệ thống OYQ-9E của JS Suzunami được hỗ trợ bởi hệ thống thông tin liên lạc cấp chiến thuật Link-16.
Các máy tính trung tâm với tốc độ xử lý dữ liệu khoảng 10 Mbit/giây sẽ tự động tính toán, đánh giá dữ liệu về mục tiêu và phân bố đến các hệ thống vũ khí. Hệ thống OYQ-9 CSD cho phép tàu khu trục Takanami đối phó hiệu quả với các mục tiêu, đặc biệt là các mục tiêu dưới nước. 
Hệ thống kiểm soát tác chiến chống ngầm OYQ-103 ASWCS được đánh giá tương đương với hệ thống AN/SQQ-89 ASWCS do Mỹ sản xuất. Hệ thống kiểm soát tác chiến chống ngầm OYQ-103 ASWCS bao gồm sonar kiểu mảng kéo OQR-2 TASS và sonar kết hợp chủ/bị động phát hiện và xác định vị trí tàu ngầm OQS-5-1. OQS-5 là loại sonar hoạt động trên tần số thấp. Anten của OQS-5-1 được gắn cố định trong quả cầu hình giọt nước ở mũi tàu, anten được tách rời khỏi các khoang trên tàu bằng bộ phận cách âm, giảm tối thiểu nhiễu thủy âm khi sonar hoạt động.

## Cảm biến/radar
Tàu được trang bị radar quét mạng pha điện tử chủ động AESA OPS-24B do Nhật tự thiết kế. Radar OPS-24B được lắp trên một bệ ở phần trước cột tàu. Đây là một radar giám sát trên không 3 tọa độ, hoạt động ở băng tần L với phạm vi tìm kiếm mục tiêu trên không khoảng 200 km, 50 km với các mục tiêu tên lửa chống hạm. Radar này có khả năng phát hiện 50-60 mục tiêu cùng lúc. Radar OPS-24B được thay thế bằng OPS-24C trên tàu JS Suzunami. Bên cạnh đó, tàu còn được trang bị radar định vị nhận dạng và theo dõi mục tiêu mặt nước OPS-28-D, radar chuyển hướng dẫn đường OPS-20, 2 bộ radar điều khiển hỏa lực FCS-2-31B do Nhật tự sản xuất dùng để đẫn bắn tên lửa hải đối không RIM-162 ESSM. Radar OPS-28-D được đánh giá tương đương với radar AN/Mk-32 do Mỹ sản xuất.
Phương thức "bảo vệ mềm" (soft-kill) của Takanami bao gồm hệ thống chiến tranh điện tử NOLQ-3-2 ESM/ECM (có tính năng tương đương với loại AN/SLQ-32 của Mỹ) và hệ thống mồi bẫy Mk-137 SRBOC (4 giá x18-ống phóng bố trí ở giữa thân tàu). Hệ thống chiến tranh điện tử NOLQ-3-2 ESM/ECM dùng để dò tìm tín hiệu vô tuyến phát từ radar tàu và tên lửa đối phương, đồng thời phát tín hiệu gây nhiễu làm nhiễu đầu dò radar của tên lửa chống hạm, khiến chúng bám theo các mục tiêu ảo hoặc giảm tầm hiệu quả của đầu dò, cho phép tàu tránh được tên lửa. Hệ thống Mk-137 SRBOC thường kết hợp với hệ thống chiến tranh điện tử NOLQ-3-2 ESM/ECM. Cơ chế hoạt động của nó là phóng ra các rocket thả lá nhôm, tạo ra mục tiêu giả, gây nhầm lẫn cho đầu dò của tên lửa đang hướng đến.
Ngoài ra, tàu còn có hệ thống nhử mồi ngư lôi kiểu mảng kéo AN/SLQ-25 Nixie do Công ty Argon ST Fairfax, Virginia, sản xuất. AN/SLQ-25 Nixie bao gồm một số mồi bẫy được kéo bằng dây phía sau tàu. Những mồi bẫy này sẽ có khả năng mô phỏng tiếng động phát ra đúng với tần số của các thiết bị trong tàu như động cơ, buồng máy với cường độ lớn hơn để lôi kéo các loại ngư lôi sử dụng đầu dò sonar thụ động về phía nó thay vì lao về phía tàu chiến.

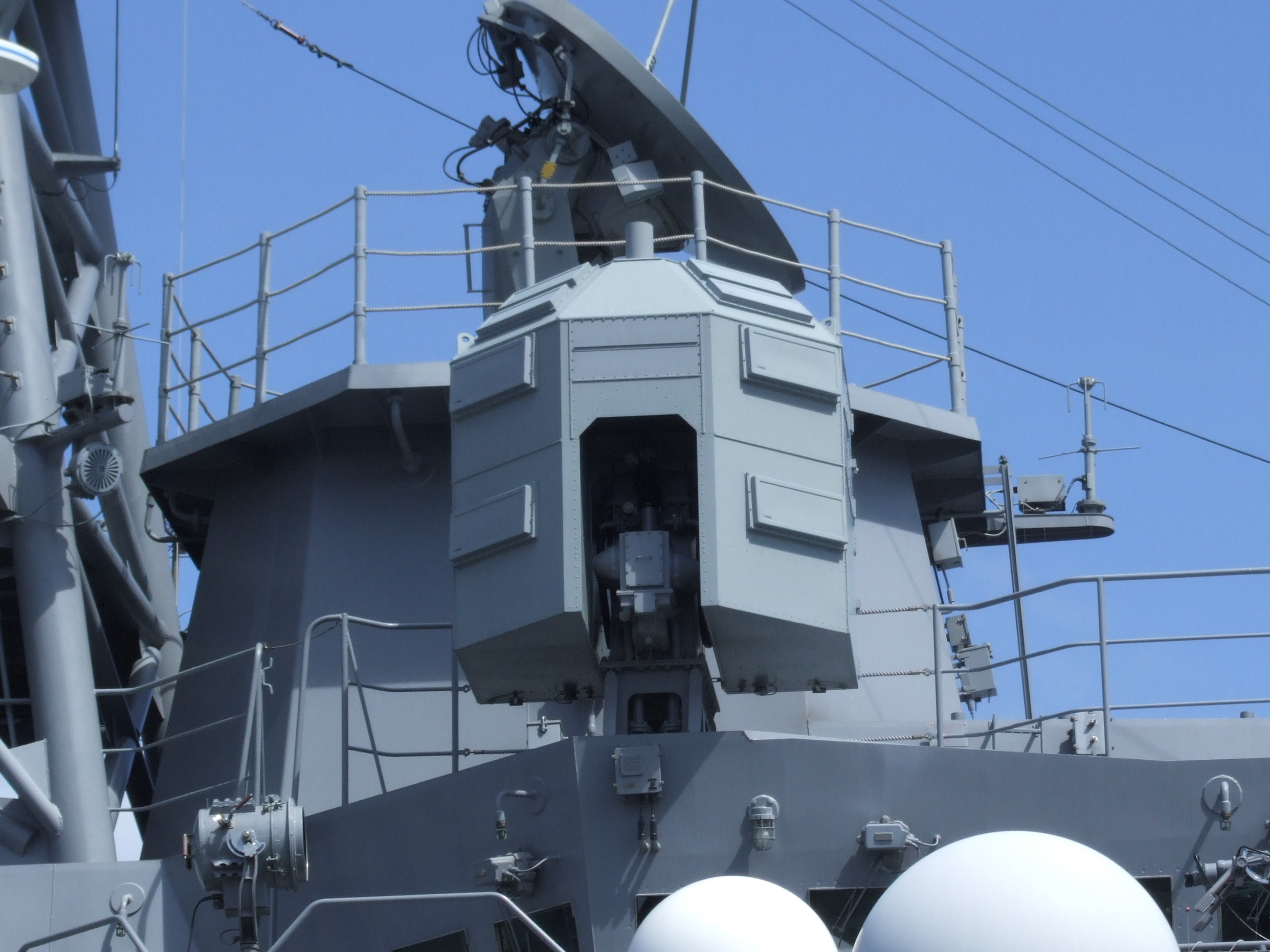
Hệ thống chiến tranh điện tử NOLQ-3 ESM/ECM.
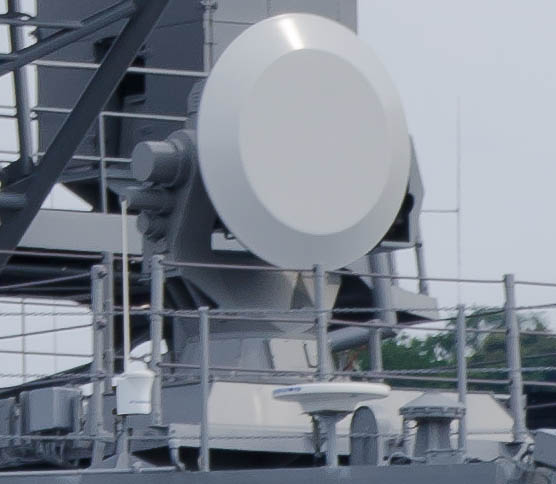
Radar điều khiển hỏa lực FCS-2-31B.
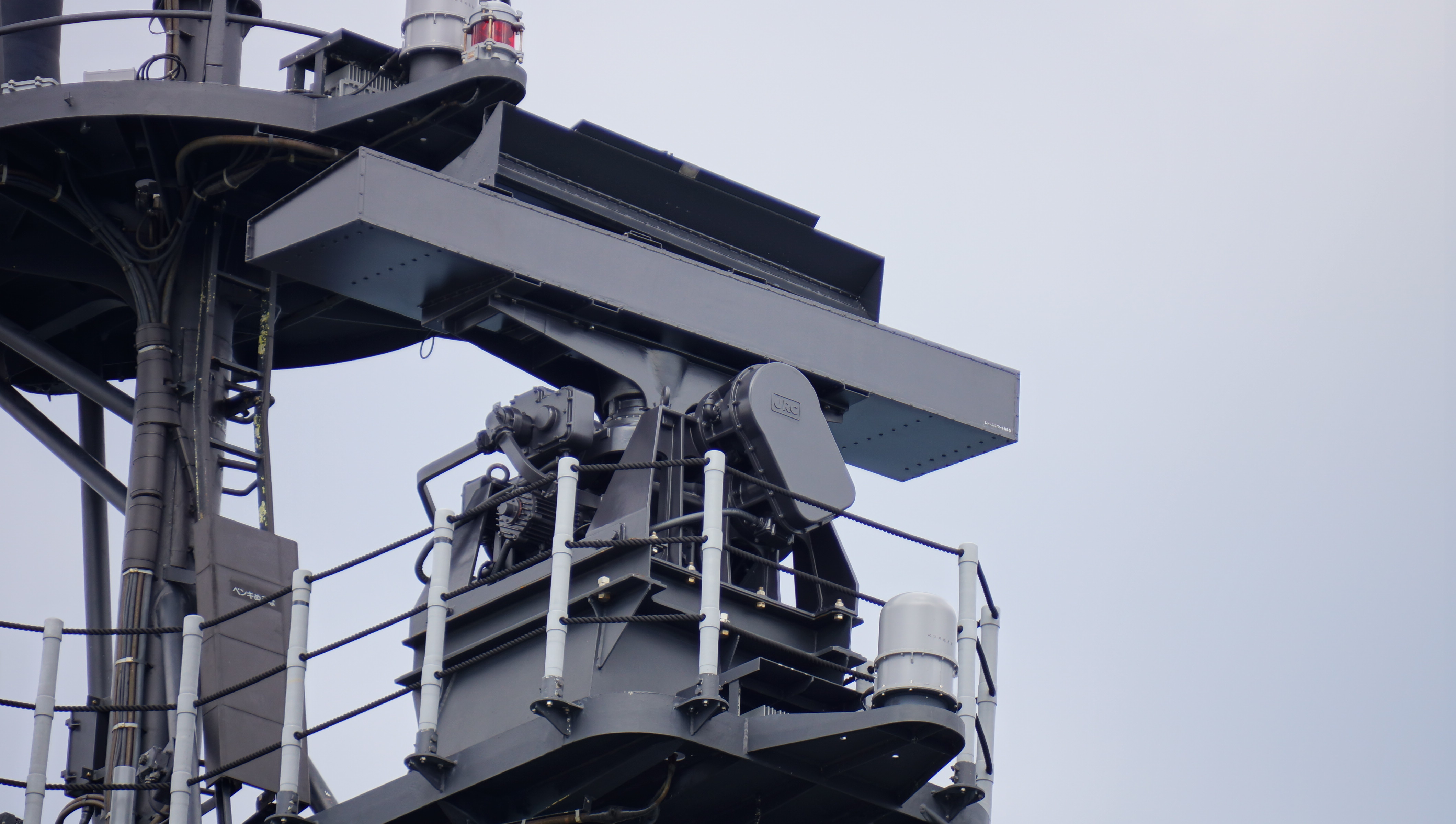
Radar định dạng và theo dõi mục tiêu mặt nước JRC OPS-28-D.
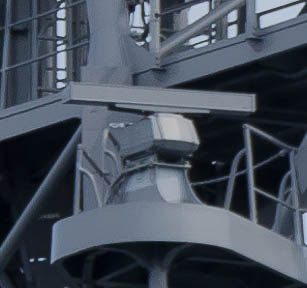
Radar chuyển hướng, dẫn đường OPS-20.
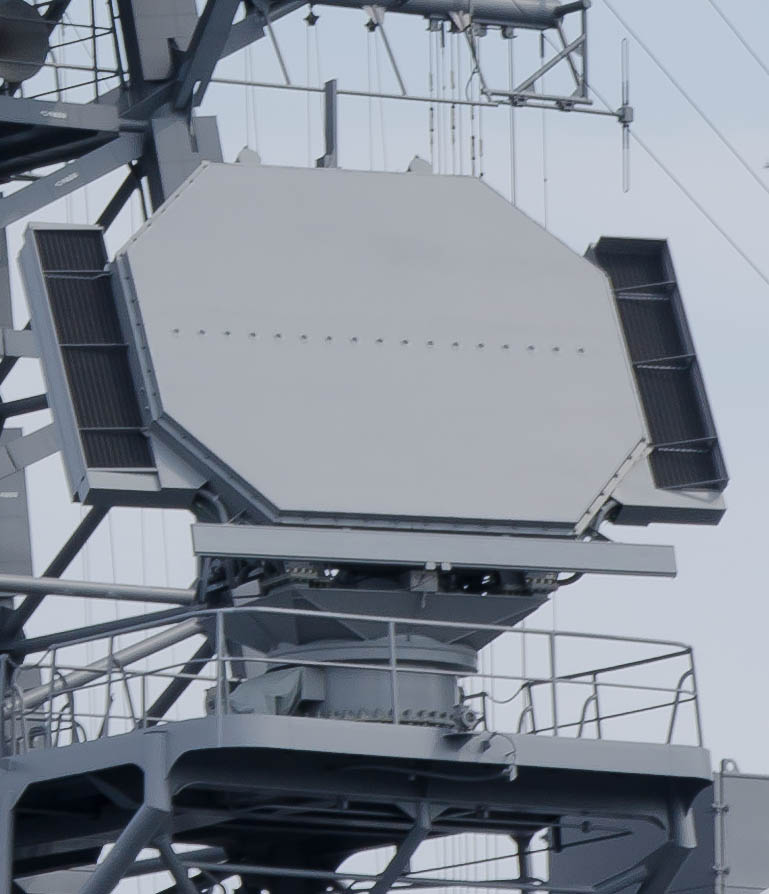
Radar quét mạng pha điện tử chủ động AESA OPS-24B.

## Hệ thống thông tin liên lạc
Hệ thống thông tin liên lạc trên tàu liên kết với vệ tinh Superbird B2 thông qua hệ thống liên lạc vệ tinh NORA-1 và được kết nối với hệ thống thông tin liên lạc cấp chiến thuật Link-16. Link-16 giúp kết nối tất cả các đơn vị thuộc Lực lượng Phòng vệ Nhật Bản (JSDF) và đồng minh tới từng thiết bị quân sự. Hệ thống cho phép xử lý dữ liệu tình báo, nhận dạng tình huống, xác định tọa độ mục tiêu để tấn công, tổ chức tác chiến và truyền lệnh trực tiếp tới từng thiết bị phòng thủ hay tấn công, phá hủy hay kích nổ từng đầu đạn. Link-16 giúp Takanami có thể trao đổi với các tàu chiến khác cũng như các máy bay chiến đấu và các lực lượng mặt đất của JSDF các dữ liệu dạng hình ảnh, tọa độ mục tiêu và tin nhắn dạng văn bản ở cấp chiến thuật trong thời gian gần với thời gian thực. Hệ thống còn có thể cung cấp hai kênh thoại kỹ thuật số. 

## Tên lửa

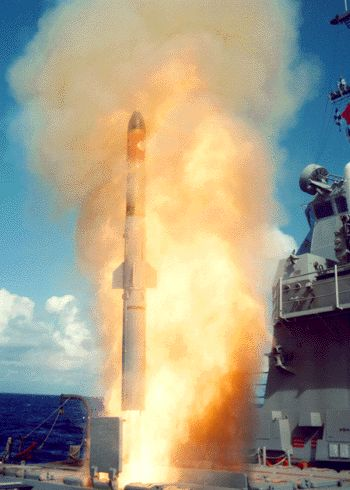
Tên lửa chống ngầm RUM-139 VL ASROC.

Tàu khu trục lớp Takanami được trang bị hệ thống phóng thẳng đứng 32 ống phóng Mk-41 mod 18 (dùng để phóng tên lửa chống ngầm RUM-139 VL ASROC và tên lửa hải đối không tầm gần RIM 162 ESSM), Mk-41 mod 18 được lắp ở mũi tàu thay cho 2 hệ thống phóng thẳng đứng Mk41 mod 9 và Mk-48 mod 4 bố trí tách rời. Ngoài ra, tàu còn được trang bị 2 bệ, mỗi bệ 4 ống phóng kiêm bảo quản dùng cho tên lửa chống hạm SSM-1B Type 90. Do được thiết kế nghiêng 45 độ và đặt đối xứng nhau, hệ thống phóng rất cồng kềnh, tốn nhiều diện tích trên tàu. Khi phóng tên lửa, tàu phải xoay ngang làm tăng độ bộc lộ trước đối phương và mỗi lần chỉ phóng được 50% cơ số tên lửa SSM-1B Type 90 mang theo.

### RUM-139 VL ASROC
Tên lửa chống ngầm  RUM-139 VL-ASROC được Tập đoàn Lockheed Martin (Mỹ) phát triển vào năm 1983 và chính thức chấp nhận đưa vào trang bị năm 1993. RUM-139 VL-ASROC là loại tên lửa chống ngầm có hai tầng động cơ phản lực nhiên liệu rắn, động cơ tầng thứ nhất là động cơ tăng tốc lấy độ cao, động cơ tầng thứ hai là động cơ hành trình nhiên liệu rắn.
RUM-139 VL ASROC có chiều dài 4,5m, đường kính thân 0,38m, trọng lượng 820 kg và đạt tầm bắn 28 km. Tên lửa mang một quả ngư lôi chống ngầm hạng nhẹ Mk-46.
Khi có thông tin phát hiện tọa độ khu vực hoạt động của tàu ngầm đối phương từ hệ thống radar, các thông tin, dữ liệu về tọa độ mục tiêu, quỹ đạo đường đạn sẽ được truyền tải đến hệ thống máy tính điều khiển của tàu. Từ bàn điều khiển, các binh sĩ sẽ tiến hành triển khai các hoạt động chuẩn bị tên lửa, nạp dữ liệu mục tiêu vào bộ nhớ máy tính tên lửa và phóng tên lửa. Hệ thống dẫn đường quán tính được sử dụng khi bay tiếp cận vị trí của mục tiêu trong cơ sở dữ liệu  Ở một vị trí định sẵn trên quỹ đạo đường bay, ngư lôi sẽ tự tách khỏi tên lửa và rơi xuống biển bằng dù hãm, việc này sẽ giúp giảm thiểu tối đa âm thanh khi rơi xuống nước. Sau khi cắt dù, ngư lôi tự kích hoạt bộ phận tự dẫn để thực hiện hoạt động tìm kiếm và tấn công mục tiêu. Điểm mạnh của tên lửa này là sử dụng tốc độ cao của tên lửa để nhanh chóng tiêu diệt tàu ngầm khi nó bị phát hiện. RUM-139 VL ASROC thường sử dụng cơ chế bắn loạt nhiều tên lửa về phía khu vực có tàu ngầm nên xác suất tiêu diệt mục tiêu rất cao. Ngoài ra, nó cũng có khả năng tự hủy sau một thời gian nếu tìm không thấy mục tiêu.

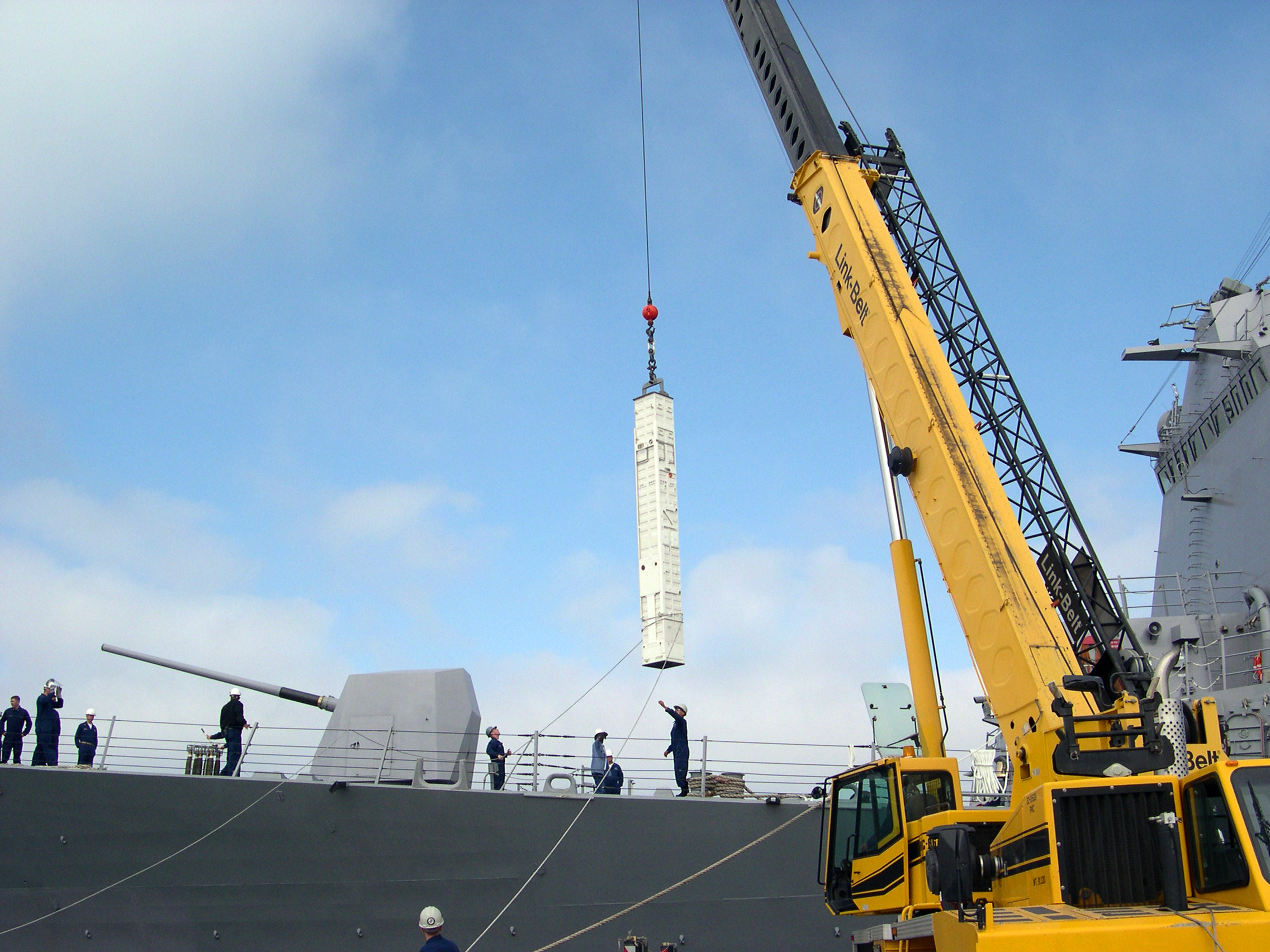
Các binh sĩ kỹ thuật Hải quân Hoa Kỳ nạp đạn tên lửa RIM 162 ESSM lên hệ thống phóng Mk41 của tàu khu trục USS McCampbell (DDG 85).

### RIM-162 ESSM
Tên lửa hải đối không RIM-162 ESSM được Tập đoàn Raytheon (Mỹ) hợp tác cùng 10 nước châu Âu phát triển dựa trên cơ sở tên lửa hải đối không RIM-7 Sea Sparrow từ cuối những năm 1990. RIM-162 là hệ thống tên lửa phòng không tầm ngắn - tầm trung tác chiến đa mục tiêu, trong mọi điều kiện thời tiết, được thiết kế để tham gia các nhiệm vụ phòng không trên hạm, tiêu diệt máy bay chiến đấu, trực thăng và các phương tiện bay không người lái của đối phương. Ngoài ra, một đặc điểm quan trọng của RIM-162 là hệ thống này có khả năng phòng thủ rất cao khi hoạt động trong đội hình tác chiến của một hạm đội. Tất cả các mối đe dọa như tên lửa chống hạm, tên lửa hành trình, bom thông minh... đều là mục tiêu đánh chặn của RIM-162.
Tên lửa RIM-162 có kết cấu khá gọn và bao gồm 4 bộ phận: đầu trên là đầu dò radar chủ động xung Doppler với chóp nhọn bảo vệ ở đầu hoạt động trên dải tầng 10 GHz đến 20 GHz; bộ phận thứ hai là đầu đạn nổ phân mảnh (HE) 39 kg với ngòi nổ vô tuyến cận tiếp xúc; bộ phận thứ ba là động cơ nguyên liệu rắn Mk-134 mod 0 giúp RIM-162 có thể đạt vận tốc lên đến Mach 4; bộ phận cuối cùng là đuôi tên lửa dùng để giữ cho tên lửa bay ổn định, phần trên của đuôi được lắp đặt 4 bốn cánh điều hướng có thể tháo lắp và 4 cánh ổn định được lắp ở gần giữa thân. Thiết kế này được giới thiệu là giúp kiểm soát tên lửa tốt hơn trong điều kiện tốc độ cao. RIM-162 có khối lượng 280 kg, chiều dài 3,66 m; đường kính 0,252 m; tầm bắn với mục tiêu tên lửa hành trình lên đến 50 km, tốc độ bắn giữa cách mỗi tên lửa là 2 giây vì khi bắn tên lửa không sinh ra nhiệt quá nhiều. 

Nhận diện mục tiêu sẽ được nạp vào tên lửa trước khi phóng, với dữ liệu nhận dạng có thể được cung cấp bởi radar hoặc các hệ thống quan sát quang học. Sau khi được phóng thẳng đứng, RIM-162 được dẫn bằng quán tính độc lập giai đoạn đầu theo thông tin được cung cấp trước đó, ở giai đoạn 2 tên lửa liên tục cập nhật thông tin dữ liệu mục tiêu từ tàu phóng qua kênh liên kết để hiệu chỉnh đường bay và trong giai đoạn cuối nó sẽ kích hoạt radar chủ động để xác định mục tiêu (phương thức "bắn và quên"). Hệ thống điện tử sẽ điều chỉnh nhảy tần số của radar nếu thấy có hiện tượng bị nhiễu và nếu không tìm thấy mục tiêu trong một khoảng thời gian tên lửa sẽ tự hủy hay nhận lệnh tự hủy từ bên ngoài. Việc sử dụng đầu nổ phân mảnh có định hướng giúp điều chỉnh hướng nổ của đầu đạn dựa theo vị trí của mục tiêu trong radar với các tính toán hướng di chuyển của mục tiêu và sẽ phát nổ khi tiến lại gần trong một khoảng nhất định.

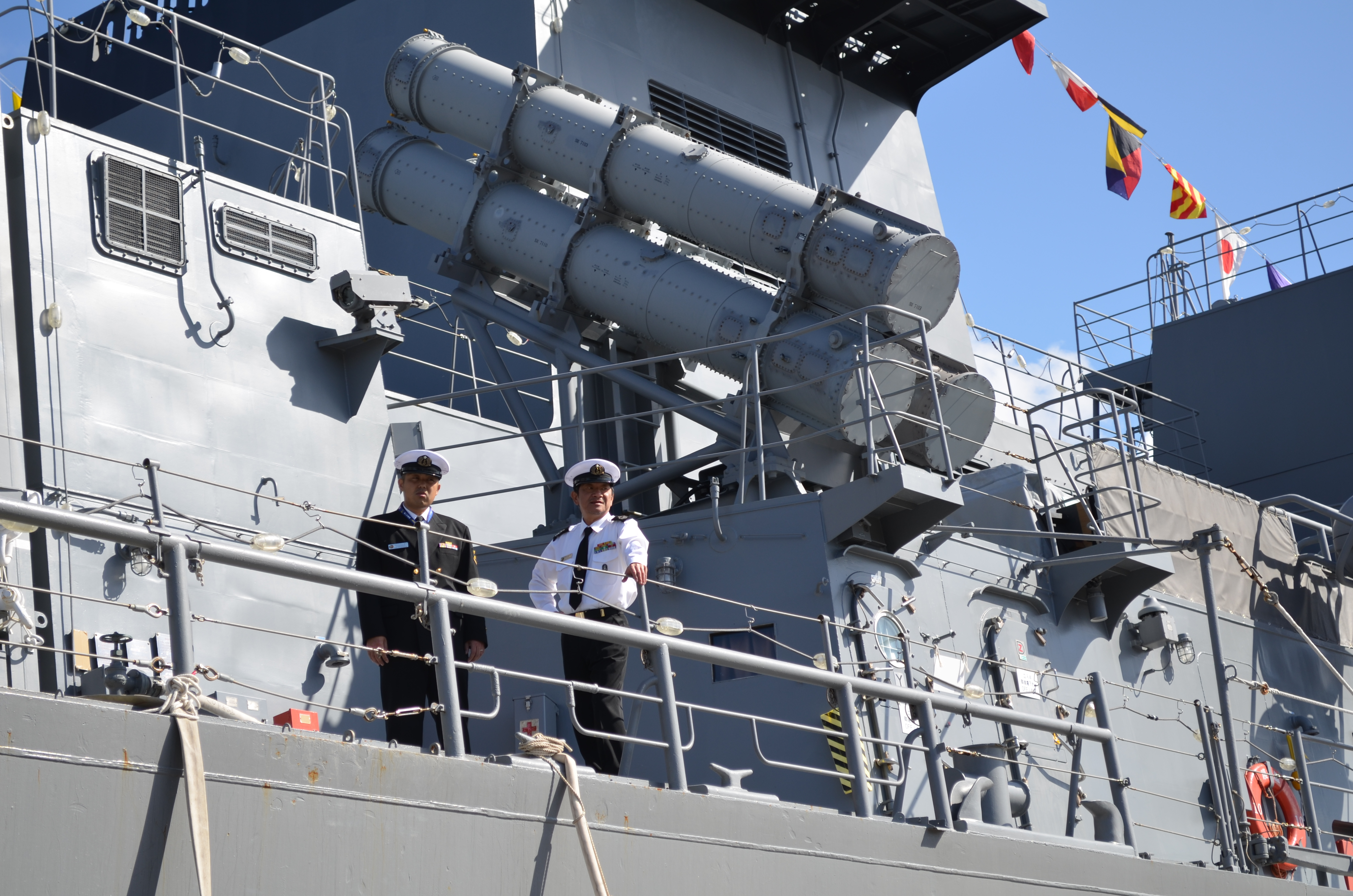
Ống phóng tên lửa hành trình đối hạm SSM-1B Type 90.

### SSM-1B Type 90
Tên lửa chống hạm SSM-1B Type 90 được MHI phát triển vào năm 1988 và được đưa vào trang bị năm 1992. Type 90 là phiên bản trên hạm của hệ thống phòng thủ bờ biển Type-88. Type 90 có thiết kế khí động học pha trộn giữa tên lửa chống hạm RGM-84 Harpoon của Mỹ và Exocet của Pháp. Tên lửa có 4 vây ổn định lớn hình tam giác ở gần giữa thân hơi xích ra phía sau (sải cánh này lớn hơn so với Harpoon và Exocet) cùng 4 vây lái nhỏ hình tam giác ở đuôi tên lửa.
Type 90 có chiều dài 5,1m, đường kính 0,35m, sải cánh 1,19m, trọng lượng phóng 660 kg. Tên lửa có tầm bắn 150 km mang theo đầu đạn nặng 225 kg, tốc độ hành trình của tên lửa khoảng 1.150 km/h.
Khi tác chiến, tên lửa được đưa ra khỏi ống phóng bằng một động cơ tăng cường nhiên liệu rắn. Sau khi động cơ tăng cường cháy hết, động cơ phản lực Mitsubishi TJM-2 sẽ được kích hoạt để đưa tên lửa hành trình đến mục tiêu. Để có độ linh hoạt cao và tăng khả năng sống sót cho tên lửa hệ thống đẩy vectơ đã được tích hợp vào.
Tên lửa được dẫn hướng kết hợp quán tính ở giai đoạn đầu và giai đoạn giữa, giai đoạn cuối tên lửa sử dụng radar chủ động để tìm và xác định mục tiêu. Nếu không tìm thấy mục tiêu trong một khoảng thời gian tên lửa sẽ tự hủy hay nhận lệnh tự hủy từ bên ngoài. Type-90 có thể bay lướt mặt biển ở độ cao cực thấp và có khả năng bay vòng qua vật cản để đến vị trí mục tiêu. Khi bay ở giai đoạn kiểm tra cảnh giới, nó bay cách mặt biển 15m, ở giai đoạn cuối khi tiếp cận mục tiêu, nó chỉ cách mặt biển 2-3m, việc bay quá thấp như vậy hoàn toàn ‘làm mù" hệ thống radar cảnh giới của đối phương.
Đầu nổ của đầu đạn Type 90 là loại "bán xuyên giáp". Trước tiên, dựa vào năng lượng vận động khi bay, đầu đạn có thể xuyên thủng mạn tàu đối phương, ngòi đầu nổ tên lửa có thể xuyên thủng mạn tàu địch, sau mấy giây xuyên vào trong tàu, ngòi đầu nổ tên lửa lại dẫn nổ, từ đó làm nổ tung đầu đạn có chứa lượng thuốc nổ cực mạnh ngay trong thân tàu, cộng với lượng chất đốt vẫn chưa cháy hết của tên lửa cùng tung ra theo tiến nổ, khiến cả khoang tàu bốc cháy, làm tàu địch bị phá hủy nặng nề. Đường kính lỗ đạn phá có thể rộng đến 10m. Loại tên lửa này có thể hoạt động trọng mọi điều kiện thời tiết và có khả năng chống nhiễu cao, nếu nó thấy bị nhiễu thì hệ thống điện tử sẽ thực hiện các bước chống nhiễu và nếu thấy không hiệu quả nó sẽ chuyển chế độ ra đa từ chủ động sang bị động dò nguồn gây nhiễu. Trong chế độ này nó sẽ ưu tiên diệt nguồn gây nhiễu trước để các tên lửa sau có thể dò ra mục tiêu cần diệt. Đầu tự dẫn radar kiểu chủ động có thể tự điều chỉnh đường ngắm trúng vào mục tiêu trong mặt phẳng góc + 30o, dẫn tên lửa vào chỗ tập trung mạnh nhất sóng phản xạ từ vỏ tàu mục tiêu về, thường tạo nên "tâm" bề mặt phản xạ của tàu.

## Pháo hạm

### Pháo hạm 127 mm Oto Melara

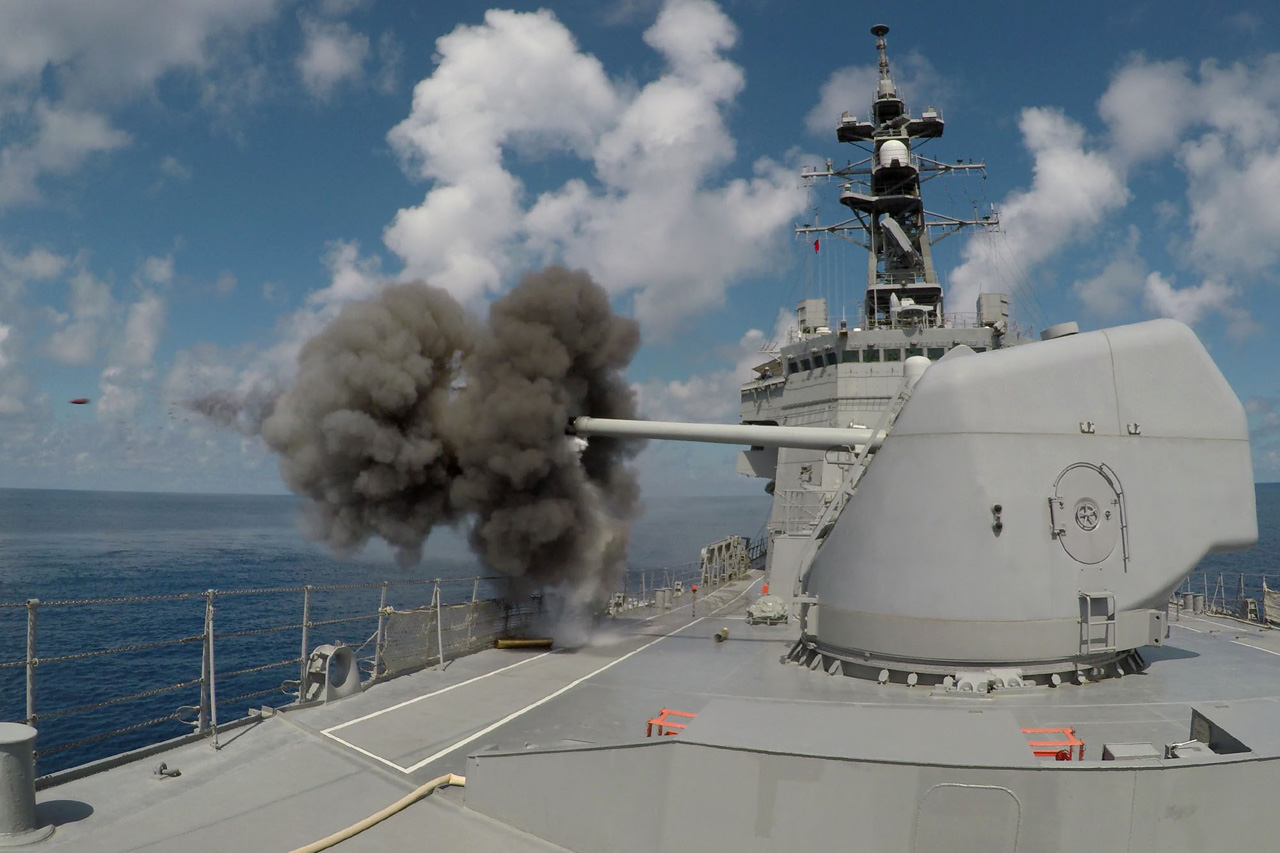
Pháo hạm 127mm Oto Melara.

Pháo chính của tàu là pháo hạm Oto Melara 127 mm có chiều dài nòng gấp 54 lần đường kính do Công ty Japan Steel Works sản xuất theo giấy phép của Công ty OTO Melara, Italia. Tốc độ bắn nhanh cùng với khả năng bắn nhiều loại đạn đặc biệt khiến Oto Melara 127 mm thích hợp với nhiều vai trò như tấn công tàu chiến đối phương trên mặt nước, phòng không và pháo kích bờ biển yểm trợ cho chiến dịch đổ bộ, tấn công nhanh.
Pháo có trọng lượng 21,6 tấn, chiều dài nòng 6,85m (tuổi thọ 8.000 phát đạn), tốc độ bắn từ 16 - 20 viên/phút, tầm bắn tối đa 24 km, lên đến 37 km với đạn dẫn đường tầm xa Vulcano. Để vận hành liên tục, Oto Melara 127 mm đòi hỏi cần có 6 binh sĩ trên boong tàu (chỉ huy pháo, người điều khiển và 4 người tiếp đạn) để có thể tác chiến liên tục.
Pháo có thể bắn được bốn loại đạn khác nhau bao gồm loại xuyên giáp, gây cháy, văng mảnh trực tiếp và thậm chí có thể được dẫn đường để phá hủy các tên lửa chống hạm. Theo đó, Oto Melara 127 mm được trang bị 4 ống tiếp đạn và được điều khiển hoàn toàn tự động bằng hệ thống máy tính tốc độ cao. Mỗi ống tiếp đạn chứa tối đa 14 quả đạn luôn ở chế độ sẵn sàng khai hỏa. Ngoài ra, pháo còn có thể được nạp đạn thêm trong khi nòng pháo vẫn đang bắn, thời gian nạp đạn giữa mỗi lần bắn chưa tới 1 phút. Quá trình ngắm bắn và điều chỉnh góc tà nòng pháo được điều khiển thông qua các hệ thống điện tử tự động, trong khi hệ thống nạp đạn được điều khiển thủy lực. Khoang chứa đạn của pháo có thể mang theo tới 680 đạn pháo cho phép tác chiến trong thời gian dài

### Hệ thống phòng không tầm gần (CIWS) Mk-15 Phalanx

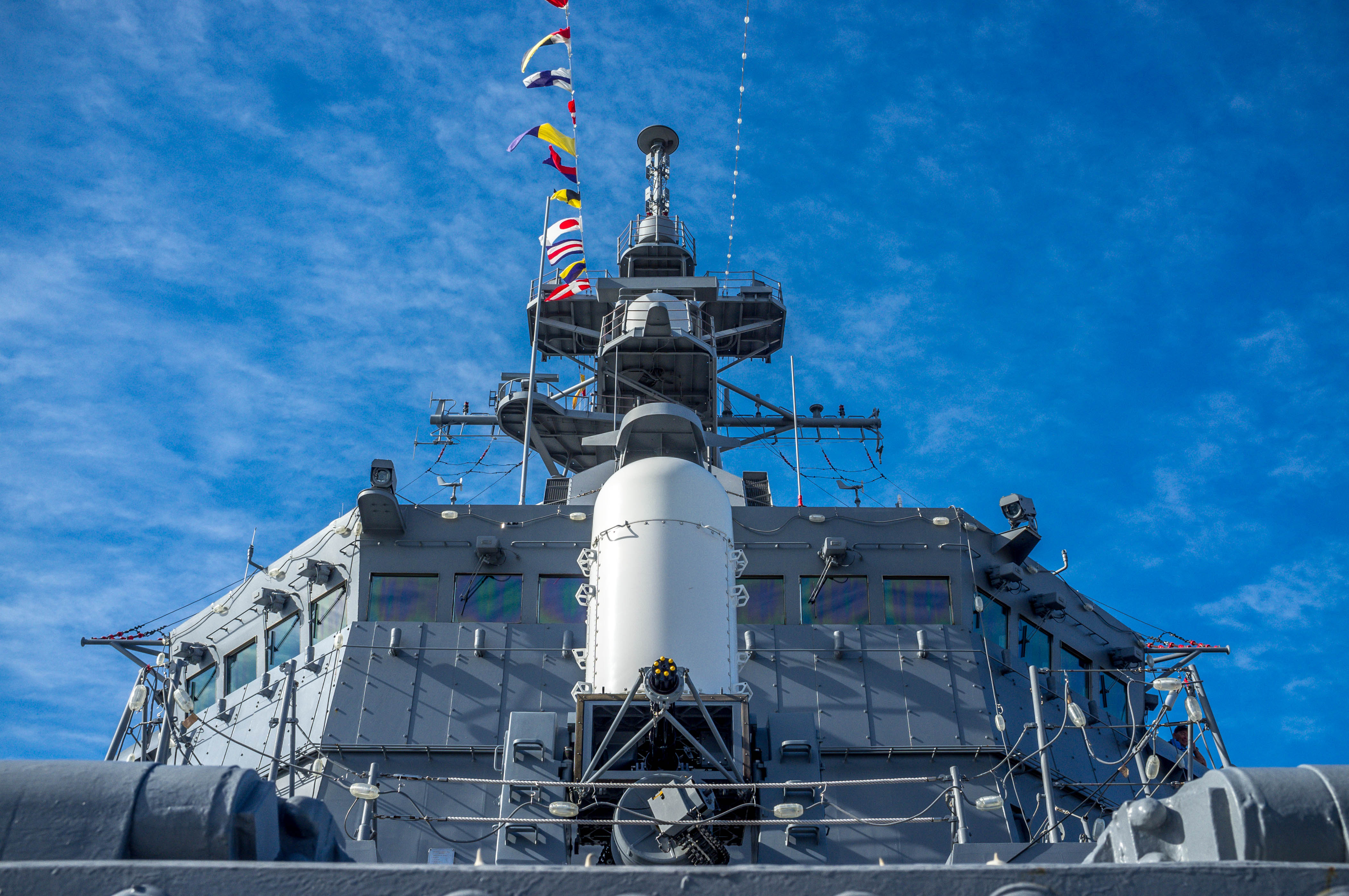
Hệ thống Mk-15 Vulcan Phalanx CIWS.

Hoả lực phòng không tầm gần (CIWS) của tàu là hệ thống Mk-15 Phalanx. Mk-15 Phalanx là hệ thống khép kín tích hợp bao gồm pháo, đạn và radar lắp trên 1 bệ duy nhất. Hệ thống được Chi nhánh Pomona thuộc Công ty General Dynamics (nay thuộc Tập đoàn Raytheon) phát triển vào cuối những năm 1960. Hệ thống thử nghiệm lần đầu vào năm 1973, bắt đầu sản xuất hàng loạt năm 1978, đến năm 1980 được đưa vào trang bị. Hệ thống Phalanx gồm pháo 6 nòng bắn nhanh Gatling M61A1 Vulcan cùng một radar hoạt động trên băng tầng K.
Trong điều kiện chiến đấu, radar sẽ rà soát bầu trời, xác định các mục tiêu và lọc ra mục tiêu nguy hiểm nhất. Sau khi xác định được mục tiêu, radar điều khiển hỏa lực sẽ tính toán chính xác vị trí của địch để pháo 6 nòng Gatling M61A1 Vulcan khai hỏa. Radar của hệ thống Phalanx CIWS được chế tạo theo công nghệ chỉ điểm khép kín, có khả năng phát hiện máy bay từ cự ly 18 km, tên lửa hành trình có diện tích phản xạ radar 0,1 m² từ khoảng cách 12 km và bám bắt trong tầm 5 km.
Pháo Gatling M61A1 Vulcan được điều khiển bằng điện, tốc độ bắn rất cao, lên đến 4.500 viên/phút, tầm hiệu quả đạt 1.000 - 1.500 m, trong khi tầm bắn tối đa là 3.000 m. Gatling M61A1 Vulcan bắn rất nhanh nên pháo cũng rất nhanh hết đạn, việc nạp đạn phải làm bằng tay, sẽ cần 2 người để thay đạn, mỗi lần thay mất khoảng 5 phút. Hai hộp tiếp đạn bố trí bên hông pháo có sức chứa 500 viên mỗi hộp, tùy theo mục tiêu đường không hay mặt đất mà pháo sẽ bắn ra đạn nổ mảnh hoặc xuyên giáp (thông thường 1 hộp tiếp đạn chứa đạn nổ mảnh trong khi hộp còn lại mang đạn xuyên giáp). Đạn xuyên giáp vỏ tự huỷ (APDS) 20 mm của Mk-15 sử dụng đầu xuyên 15 mm bằng kim loại nặng (wolfram hoặc uran nghèo) được bao quanh bằng một guốc đạn plastic và một phần đáy kim loại nhẹ. Vỏ đạn sau khi bắn sẽ được đẩy ra từ phần dưới của bệ pháo theo hướng về phía trước.
Khi lọt vào tầm bắn của Phalanx CIWS, mọi mục tiêu - từ máy bay, tên lửa, bom hay đạn pháo - đều không thể thoát. Hoạt động hoàn toàn tự động dưới sự giám sát của con người, Phalanx CIWS có thể tiêu diệt mục tiêu ở khoảng cách 3,6 km. Trong một số điều kiện tác chiến, hệ thống Phalanx CIWS còn có thể bắn hạ các mục tiêu trên mặt nước, bao gồm các chiến hạm của đối phương.

Năm 2016, JMSDF đã tiến hành nâng cấp, cải tạo hệ thống Mk-15 Phalanx của các tàu lớp Takanami lên phiên bản Block1B Baseline2.

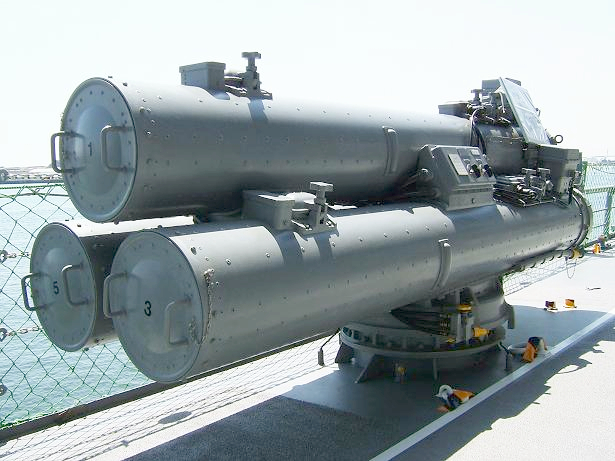
Ống phóng ngư lôi 324mm HOS-302.

## Ngư lôi
Tàu khu trục lớp Takanami được trang bị 2 cụm phóng ngư lôi với 3 ống phóng 324mm HOS-302 sử dụng ngư lôi Mk-46. Hệ thống phóng được thiết kế có khả năng xoay, điều hướng và bắn từ xa (riêng việc bắn có thể thực hiện tại chỗ bằng tay) nhắm tới mục tiêu cần diệt. Các ống phóng được làm từ vật liệu sợi thủy tinh hoặc kim loại, bên trong ống được bọc một lớp sợi thủy tinh để có thể bảo quản ngư lôi trong điều kiện thời tiết khắc nghiệt của Nhật Bản.
Chương trình chế tạo ngư lôi Mk-46 được bắt đầu vào năm 1960 nhằm thay thế cho ngư lôi Mk-44 đã lạc hậu. Ngư lôi Mk-46 chính thức được đưa vào trang bị năm 1967. Ngư lôi Mk-46 có vỏ làm bằng hợp kim nhôm, chiều dài 2,591m, đường kính 0,324m, trọng lượng 230,4 kg, vận tốc hành trình 45 hải lý (83,4 km/h) tầm bắn 11 km, khả năng lặn sâu 455m, hệ thống dẫn đường thủy âm chủ động - thụ động, đầu đạn nổ phá PBXN-103 43,1 kg, đầu nổ tiếp xúc, động cơ phản lực nước chạy điện giúp giảm tối đa độ ồn. Nguồn năng lượng được cung cấp bởi hệ thống ắc quy điện kẽm - bạc (cung cấp năng lượng cho động cơ điện công suất 35 mã lực). Mk-46 được trang bị 2 chân vịt quay ngược nhau.
Ngư lôi Mk-46 được phóng không tái nạp bằng cách nén không khí trong 2 bộ chứa thuốc súng phía sau. Sau khi phóng, ngư lôi được thả bằng dù và bắn sau khi lao xuống nước. Sau đó, Mk-46 bắt đầu tìm kiếm mục tiêu và cơ động theo đường ốc xoắn. Hệ thống dẫn đường có khả năng phát hiện mục tiêu ở cự ly đến 595m. Sau khi phát hiện mục tiêu, ngư lôi bắt đầu lao đến mục tiêu với vận tốc rất nhanh. Trong trường hợp tấn công không thành công, hệ thống dẫn đường cho phép tiến hành tấn công lại.
Ngoài ra, tàu cũng có thể sử dụng các loại ngư lôi khác như Mk-50, Mk-54 hay loại Type 73 (tương đương Mk-46) do Nhật tự phát triển.

## Trực thăng săn ngầm

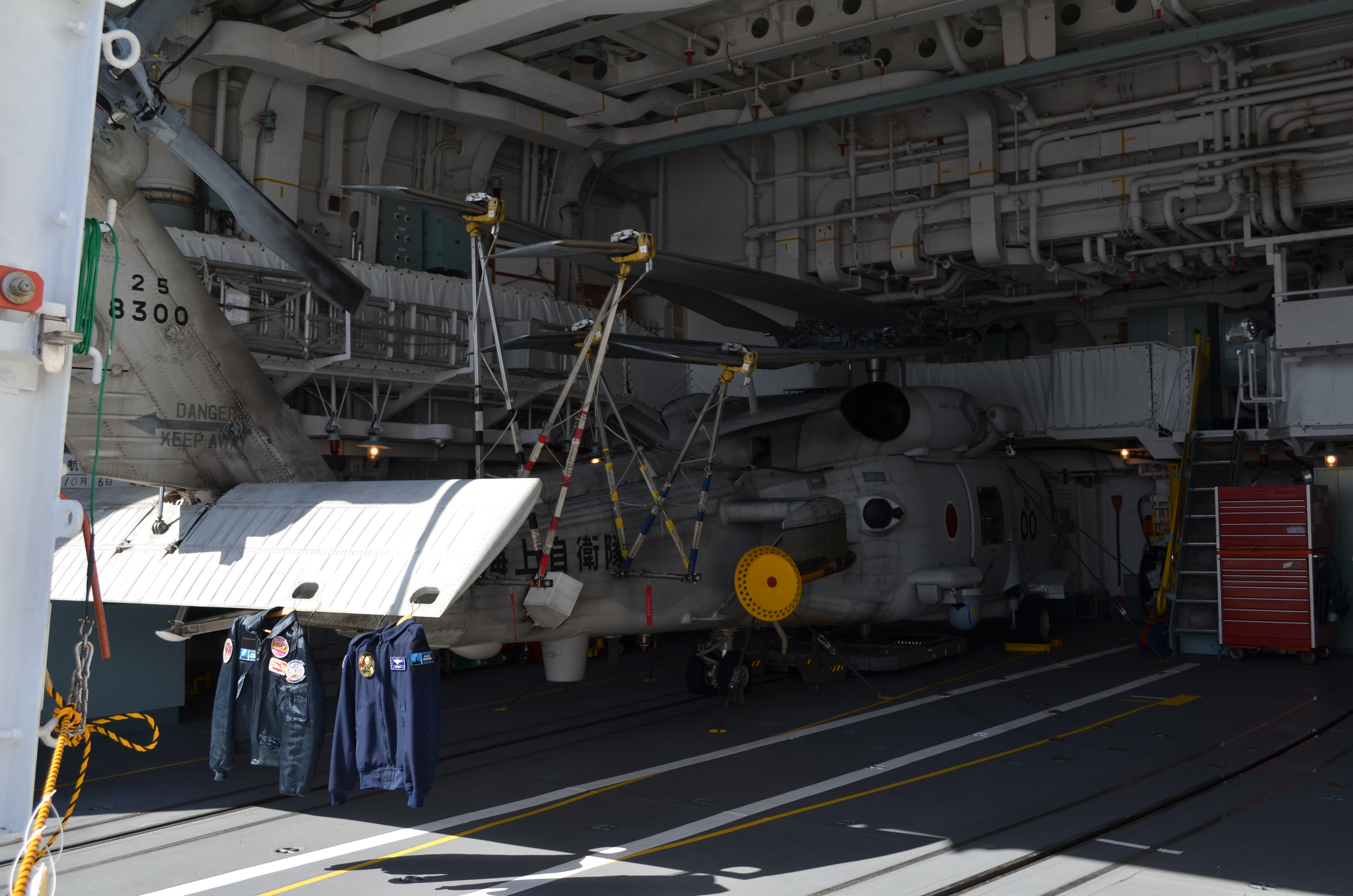
Trực thăng săn ngầm SH-60J Sea Hawk đậu bên trong nhà chứa của tàu JS Makinami (DD-112).

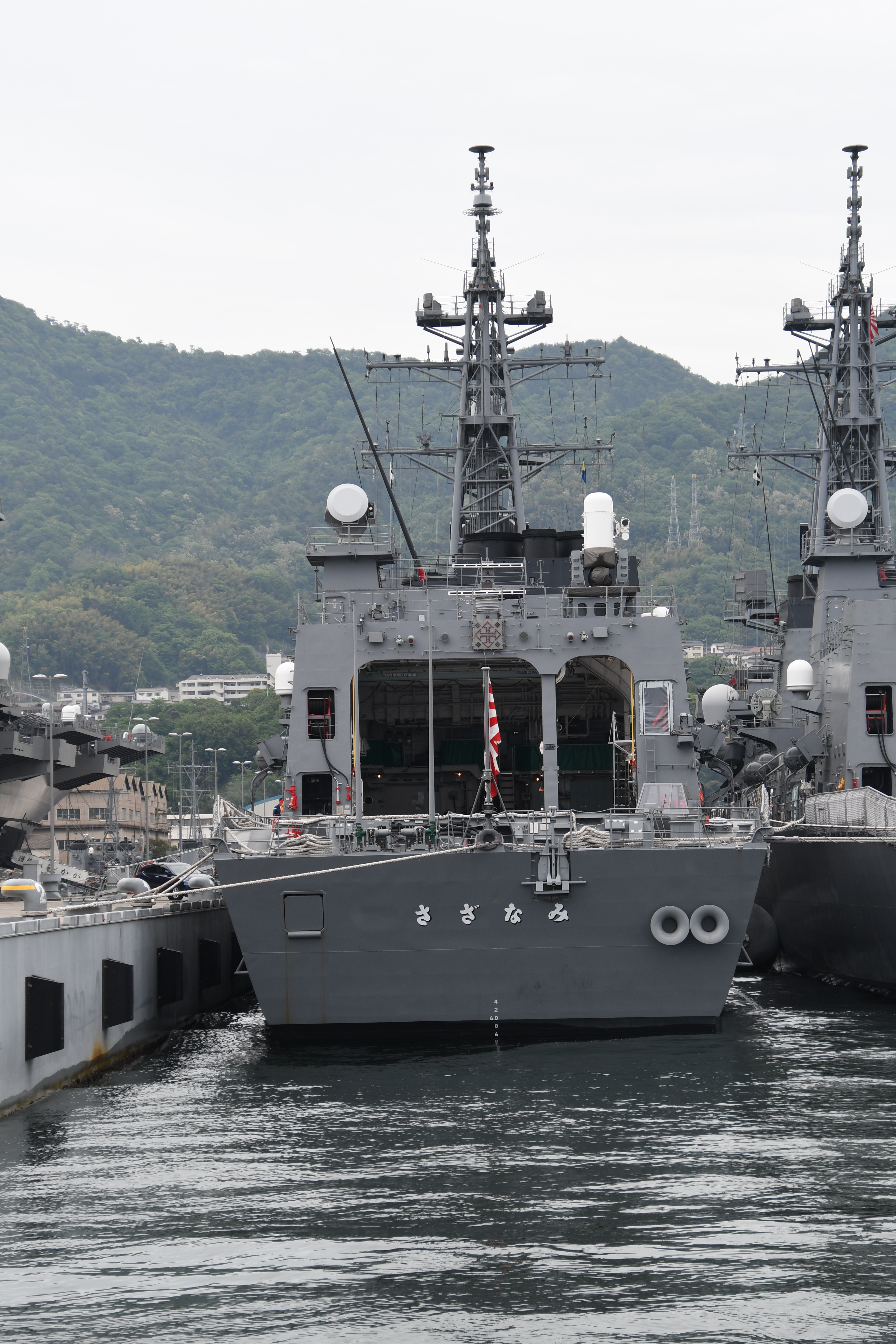
Sàn đáp và nhà chứa trực thăng của JS Sazanami (DD-113).

Đuôi tàu có sàn đáp và nhà chứa cho phép mang theo 2 trực thăng săn ngầm, nhưng thực tế thường chỉ có thể mang được 1 chiếc trong các chuyến hải trình. Ban đầu, trên các tàu được bố trí 1 trực thăng SH-60J Sea Hawk, nhưng hiện nay loại trực thăng này đã bị rút khỏi biên chế và loại đang được sử dụng là SH-60K. Tàu cũng được trang bị các trang thiết bị bảo dưỡng và phụ tùng thiết yếu cho máy bay trực thăng. 
SH-60K Sea Hawk được Mitsubishi Heavy Industries chế tạo dựa trên cơ sở SH-60J. SH-60K chính thức được đưa vào hoạt động trong biên chế của JMSDF vào tháng 8 năm 2005. Đến năm 2020, đã có 68 chiếc SH-60K được xuất xưởng.
SH-60K có thể bay cách tàu mẹ đến 100 dặm và duy trì trên căn cứ trong vài giờ. Máy bay thực hiện cảnh giới, tìm kiếm và cứu hộ, chỉ thị mục tiêu cho tên lửa, chiến đấu chống hạm, chống ngầm và tác chiến đột kích trong mọi thời tiết.
SH-60K được trang bị sonar nhúng HQS-104, radar mảng pha quét chủ động HPS-104 và hệ thống tác chiến điện tử HLR-108. Bốn mấu cứng của máy bay có thể gắn ngư lôi hạng nhẹ Type 97, bom chống ngầm và tên lửa không đối hải AGM-114M Hellfire II. Ngoài ra, SH-60K còn được trang bị một súng đại liên 7,62mm Type 74.
SH-60K có cánh quạt chính và cánh quạt đuôi bốn lá được chế tạo bằng composite, riêng mép trước và phần đầu của cánh quạt chính sử dụng sợi Kevlar. 2 động cơ dẫn động trục Ishikawa-Harima T700-IHI-402C (sản xuất theo giấy phép của General Electric) công suất 3.400 mã lực được lắp cạnh nhau trên đỉnh cabin với một ống hút không khí ở cạnh bệ quạt và các lỗ thoát khí ở phía sau bệ. Máy bay có tầm bay xa tới hơn 800 km, tốc độ tối đa 240 km/h. Các thùng nhiên liệu bên trong của SH-60K chứa được 2.250 lít. Máy bay có thể dùng được hệ thống tiếp nhiên liệu trên không. SH-60K có thể mang trên 1.800 kg hàng bên trong. Các móc hàng bên ngoài có thể mang lượng hàng lên tới 2.725 kg.

## Hệ thống động lực
Tàu khu trục lớp Takanami được trang bị hệ thống động lực kết hợp tuabin khí COGAG (tức là kiểu hệ thống động cơ kết hợp 2 tuabin khí để quay một chân vịt) bao gồm: 2 động cơ tuabin khí Kawashaki Spey SM1C (sản xuất theo giấy phép của Rolls-Royce) công suất 13.000 mã lực, 2 động cơ tuabin khí Ishikawajima Harima LM2500 (sản xuất theo giấy phép của General Electric) công suất 16.500 mã lực, 1 máy phát điện diesel công suất 600 kW và 3 máy phát điện tuabin khí Kawasaki M1A-25 công suất 1.500 kW. 
Cách bố trí động cơ được áp dụng theo kiểu của tàu khu trục lớp Asagiri, với hai phòng máy ở phía trước và phía sau. Tuabin khí số 1 (LM2500) và tuabin khí số 2 (SM1C) được lắp đặt trong phòng máy đầu tiên ở phía trước và dẫn động chân vịt bên trái. Tương tự, tuabin khí số 3 (SM1C) và một tuabin khí số 4 (LM2500) được lắp đặt trong phòng máy thứ hai ở phía sau để dẫn động chân vịt bên phải. Do vị trí của động cơ chính, ống khói trước nằm ở bên trái và ống khói sau nằm ở bên phải của tàu. Các động cơ này kết nối với nhau thông qua 3 hộp số và 2 bộ ly hợp cung cấp công suất đầu ra tổng cộng 100.000 mã lực.
Sự kết hợp này giúp tiết kiệm nhiên liệu, giảm tối đa tiếng ồn khi hoạt động, đồng thời, giảm chi phí, kéo dài thời gian giữa 2 lần bảo dưỡng. 4 động cơ tuabin khí của tàu có khả năng chuyển từ trạng thái nguội sang trạng thái công suất cực đại trong vòng 15 phút. Ngoài ra, tàu còn được lắp đặt bộ tản nhiệt tiên tiến giúp giảm đối đa bức xạ hồng ngoại khi hoạt động, nâng cao khả năng tránh các biện pháp dò tìm bằng hồng ngoại của đối phương. Hệ thống động lực này giúp tàu đạt tốc độ tối đa đạt 30 hải lý/h (56 km/h) phạm vi hoạt động 4.500 hải lý, tốc độ hành trình 18shải lý/h, tàu có khả năng hoạt động liên tục 50 ngày trên biển.
Hệ thống động lực COGAG có thời gian hoạt động tới 30.000 giờ trước khi cần đại tu. Để đảm bảo cho các động cơ này hoạt động hiệu quả, những binh sĩ kỹ thuật thuộc JMSDF làm việc dưới khoang máy của tàu phải luôn túc trực 24/24 không lúc nào ngơi việc dù toàn bộ hệ thống trên tàu đều được điều khiển, kiểm soát và giám sát một cách hoàn toàn tự động. Làm việc trong môi trường có tiếng ồn lớn yêu cầu những binh sĩ JMSDF làm việc trong phòng máy trên tàu luôn phải mang theo nút bịt tay để tránh thính giác của mình bị ảnh hưởng, tuy nhiên nút bịt tay này cũng chỉ hạn chế được phần nào tiếng ồn, sau một thời gian dài làm việc trong phòng máy trên tàu phần lớn các binh sĩ đểu bị "nghễnh ngãng" dần dần.
Hầu hết trang thiết bị trên tàu kể cả trong khoang máy cũng đều được tự động hóa và điều khiển qua máy tính hoàn toàn. Hệ thống giám sát sẽ theo dõi sát sao các thông số của hệ thống động cơ, đưa ra các cảnh báo kịp thời để các binh sĩ khắc phục, trong trường hợp một trong các động cơ gặp sự cố, bộ ly hợp cho phép ngắt hoạt động của động cơ để tiến hành sửa chữa mà không ảnh hưởng đến khả năng hoạt động của tàu. Dù được tự động hóa khá nhiều, tuy nhiên công việc chính của những binh sĩ kỹ thuật lại là bảo dưỡng các thiết bị trên tàu để đảm bảo chúng hoạt động với hiệu suất cao nhất. Với một hệ thống lớn tới 4 động cơ và 30 tuabin khí, các binh sĩ kỹ thuật phục vụ trong khoang máy trên các tàu khu trục lớp Takanami thường ít khi được ngơi tay.
Bảo dưỡng các chi tiết nhỏ là công việc khó khăn hơn cả dù không cần phải chui rúc vào những góc nóng nực chật hẹp của khoang máy nhưng các binh bĩ kỹ thuật lại phải đảm bảo được độ chính xác cao và yêu cầu thêm cả sự khéo léo nữa. Các chi tiết nhỏ trên tàu có thể là các hệ thống cảm biến, các hệ thống chíp điều khiển của các thiết bị máy tính.

## Danh sách
| Số hiệu | Tên       | Đặt lườn            | Hạ thủy             | Đưa vào biên chế    | Đơn vị                   |
| ------- | --------- | ------------------- | ------------------- | ------------------- | ------------------------ |
| DD-110  | Tankanami | 25 tháng 4 năm 2000 | 26 tháng 7 năm 2001 | 12 tháng 3 năm 2003 | Căn cứ hải quân Yokosuka |
| DD-111  | Ōnami     | 17 tháng 5 năm 2000 | 20 tháng 9 năm 2001 | 13 tháng 3 năm 2003 | Căn cứ hải quân Yokosuka |
| DD-112  | Makinami  | 17 tháng 7 năm 2001 | 8 tháng 8 năm 2002  | 18 tháng 3 năm 2004 | Căn cứ hải quân Ōminato  |
| DD-113  | Sazanami  | 4 tháng 4 năm 2002  | 29 tháng 8 năm 2003 | 16 tháng 2 năm 2005 | Căn cứ hải quân Kure     |
| DD-114  | Suzunami  | 24 tháng 9 năm 2003 | 26 tháng 8 năm 2004 | 14 tháng 2 năm 2006 | Căn cứ hải quân Ōminato  |